# Мадридський діалект

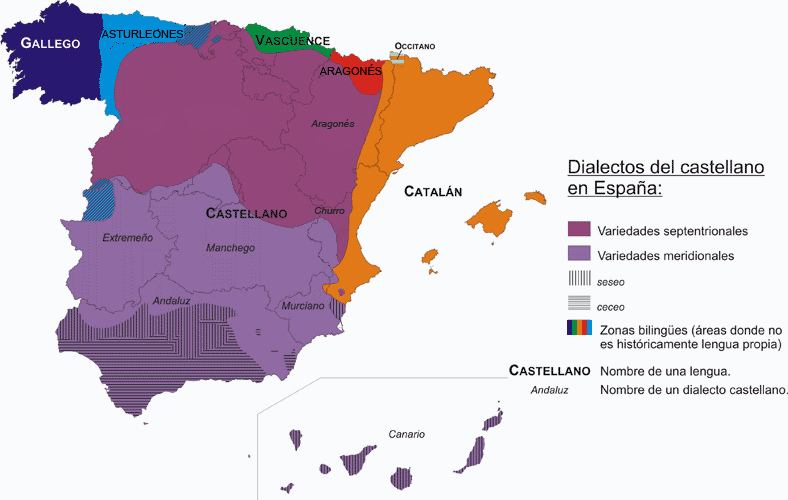
Мови та діалекти Іспанії у 1950

Мадридський діалект — це мовний варіант іспанської (кастильської) мови, якою розмовляють в Мадриді (столиці Іспанії) і, меншою мірою, в області міста; особливістю є наявність йєїзмо та використання специфічного місцевого жаргону.

## Лінгвістичні особливості
- Йєїзм, що проявляється у всіх верствах суспільства[1]. На думку Алонсо Самора Вісенте йєїзм поширився по всій Іспанії саме з Мадрида[1].
- Придихання при вимові імплозивного звуку [s], що також виявляється у всіх верствах суспільства[2]. Ця особливість з'явилася принаймні у ХІХ столітті і властива всім діалектам півдня Іспанії[3].
- Тенденція до леїзму, лаїзму та лоїзму.
- Вживання жаргону, наприклад челі.